# 마리 케이트 윌리스
메리 케이트 와일스(Mary Kate Wiles, 1987년 3월 28일 ~ )는 미국의 배우이다.
페이엣빌에서 태어났다.

## 영화
- 더 사운드 앤 더 섀도우 (2014년)
- 안녕, 프랭크 (2014년)
- 브릿지 앤 터널 (2014년) - 크리스틴 역
- Murder in the Dark (2013)
- 드림월드 (2012년) - 릴리 블러쉬 역
- 어두운 숲 (2009년) - 앨리샤 라치 역
- 리디큘러슬리 이모 (2008년) - 브렌다 역